# Teorema de Tales
Existeixen dos teoremes relacionats amb la geometria clàssica que reben el nom de teorema de Tales. Els dos són atribuïts al matemàtic grec Tales de Milet en el segle vi aC.

## Primer Teorema
El primer diu el següent:
Siguin dues rectes (d) i (d') orientades i concurrents en un punt O. I siguin A i A' dos punts de (d), i B i B' dos punts de (d').
Llavors:
{\displaystyle {\frac {\overline {OA'}}{\overline {OA}}}={\frac {\overline {OB'}}{\overline {OB}}}\iff (AB)//(A'B')}
Una altra forma de dir-ho: si dues rectes concurrents són tallades per un sistema de rectes, aleshores aquestes són paral·leles si, i només si, els segments determinats a les rectes concurrents són proporcionals (a/b=c/d, a/c=b/d)
És a dir, que la igualtat dels quocients equival al paral·lelisme. Aquest teorema estableix així una relació entre l'àlgebra i la geometria.
La primera figura correspon a mesures algebraiques positives - els vectors OA, OA', OB i OB' tenen la mateixa orientació que les rectes (d) i (d') - i la segona a quocients negatius.
Si s'aplica el teorema, hi ha a més una altra conseqüència: Si s'orienta de la mateixa manera les dos rectes paral·leles (AB) i (B'), és a dir amb el mateix vector, llavors el tercer quocient (de mesures algebraiques): B' / AB és igual als dos anteriors.
A vegades es reserva el nom de teorema de Tales al sentit directe de l'equivalència, i l'altre sentit rep el nom de recíproca del teorema de Tales.
Aquest teorema és un cas particular dels Triangles semblants.

## Segon teorema
El segon teorema diu el següent:
Siga C un punt del cercle de diàmetre [AB], diferent de A i de B. Llavors l'angle ACB és recte.
O bé, l'enunciat equivalent:
Un angle inscrit en un semicercle és sempre recte.
Aquest teorema és un cas particular d'una propietat dels punts cocíclics.
Prova: {\displaystyle {\overline {OA}}={\overline {OB}}={\overline {OC}}=r}, radi del cercle. Per tant, OAC i OBC són isòsceles. La suma dels angles del triangle ABC val {\displaystyle 2\cdot \alpha +2\cdot \beta =\pi }. Dividint per dos, s'obté {\displaystyle {\widehat {BCA}}=\alpha +\beta ={\frac {\pi }{2}}} o, equivalentment, {\displaystyle 90^{\circ }};
i: {\displaystyle {\overline {OA}}={\overline {OB}}={\overline {OC}}=r}, radi del cercle. Per tant, OAC i OBC són isòsceles. La suma dels angles del triangle ABC val {\displaystyle 2\cdot \alpha +2\cdot \beta =-\pi }. Dividint per dos, s'obté {\displaystyle {\widehat {BCA}}=\alpha +\beta =-{\frac {\pi }{2}}} o, equivalentment, {\displaystyle -90^{\circ }}(vegeu també el 4t postulat d'Euclides)

## Llegenda

Mesura de l'alçària d'una piràmide.

Segons la llegenda relatada per Plutarc, Tales de Milet, en un viatge a Egipte, va visitar les piràmides de Guiza (les de Kheops, Khefrén i Micerí), construïdes diversos segles abans. Admirat davant tan portentosos monuments d'aquesta civilització, va voler saber la seva altura. D'acord amb la llegenda, va tractar aquest problema amb semblança de triangles (i sota la suposició que els raigs solars incidents eren paral·lels), va poder establir una relació de semblança (teorema primer de Tales) entre dos triangles rectangles, d'una banda el que té per catets (C i d) a la longitud de l'ombra de la piràmide (cognoscible) i la longitud de la seva alçada (desconeguda) i, d'altra banda, valent-se d'una vara (clavada a terra de manera perfectament vertical) els catets coneguts (A i B) són la longitud de la vara i la longitud de la seva ombra. Realitzant les mesures en una hora del dia en què l'ombra de la vara sigui perpendicular a la base de la cara des de la qual mesurava l'ombra de la piràmide i afegint a la seva ombra la meitat de la longitud d'una de les cares, obtenia la longitud total C de l'ombra de la piràmide fins al centre d'aquesta.
Com en triangles semblants, es compleix que {\textstyle {\frac {A}{B}}={\frac {D}{C}}}, per tant l'altura de la piràmide és {\textstyle D={\frac {AC}{B}}}, amb la qual cosa va resoldre el problema.